# Bellatorias obiri
Bellatorias obiri — вид сцинкоподібних ящірок родини сцинкових (Scincidae). Ендемік Австралії.

## Поширення і екологія
Bellatorias obiri мешкають на західній окраїні Арнемлендського плато на Північній Території, в басейні Алігаторових річок. Вони живуть у вологих, густо зарослих ущелинах серед пісковикових скель, зокрема на території Національного парку Какаду.

## Збереження
МСОП класифікує цей вид як такий, що перебуває на межі зникнення. Bellatorias obiri загрожує знищення природного середовища, пов'язане з частими пожежами, та хижацтво з боку кішок.